# أتيناس (كانتون)
أتيناس (بالإسبانية: Atenas)‏ و هو الكانتون الخامس من محافظة الأخويلا في كوستاريكا. و يغطي الكانتون مساحة 127.19 كم مربع،
كما يقارب عدد سكانه 23,743 نسمة.
و تدعى مدينته الرئيسية بـ أتيناس أيضا.
و هو كانتون مدمج، جزء منه جبلي، يشكل نهر غرانديه حدود الكانتون الشمالية والشرقية، ويتجه جنوبا ليندمج مع نهري بواس و فيريجا وقبل أن يتجه غربا يشكل حدود الكانتون الجنوبية تحت اسم نهر غرانديه دي تاركوليس، كما يشكل حدود الكانتون الغربية العديد من الأخاديد التي تعبر سلسلة الجبال الساحلية.
تم تأسيس هذا الكانتون تشريعيا في 7 آب 1868.

## المقاطعات
يتألف الكانتون من ثمان مقاطعات وهي :
1. أتيناس
2. خيسوس
3. ميرسيذيس
4. سان إيسيدرو
5. كونسبسيون
6. سان خوسيه
7. سانتا يولاليا
8. إسكوبال